# 트랙션 컨트롤 시스템
트랙션 컨트롤 시스템(영어: Traction control system, TCS) 또는 ASR(독일어: Antriebsschlupfregelung, engine slippage regulation)은 일반적으로 모터 비클의 전자 제어 주행 안정 장치(ESC)의 보조 기능의 하나로서, 차량 바퀴의 정지 마찰력의 손실을 방지하기 위해 설계되었다. 스로틀 입력과 엔진 돌림힘이 도로 표면 상태와 일치하지 않을 때 TCS가 활성화된다.

## 역사
1971년, 뷰익은 초기 컴퓨터 시스템을 사용하여 뒷바퀴들의 회전을 감지하고 해당 바퀴들에 대한 엔진의 힘을 조절하여 대부분의 정지 마찰력을 제공하는 맥스트랙(MaxTrac)을 선보였다.
캐딜락은 1979년 재설계된 엘도라도에 트랙션 모니터링 시스템(TMS)을 도입하였다.

## 이용
로드카, 경주용 차, 모터사이클, 오프로드 차량에 사용된다.